# Lauren Holiday
Lauren Holiday, nata Lauren Cheney (Indianapolis, 30 settembre 1987), è un'ex calciatrice statunitense, di ruolo centrocampista o attaccante.

## Biografia
È sposata con Jrue Holiday, giocatore di basket statunitense che milita nei Boston Celtics: nel 2016, mentre era in attesa del loro primo figlio le viene diagnosticato un tumore al cervello, notizia che porta il marito a sospendere l'attività agonistica per starle vicina.
Lauren Holiday ha studiato sociologia e coltiva con passione l'hobby della danza. Ha inoltre subito un intervento chirurgico al cuore all'età di tre anni per correggere un difetto cardiaco.

## Carriera

### Club
Il 15 gennaio del 2010, Cheney fu selezionata dai Boston Breakers come seconda scelta nei draft della Women's Professional Soccer.

### Nazionale
Cheney ha esordito nella Nazionale femminile degli Stati Uniti il 26 gennaio 2007, contro la Germania. Ha segnato il suo primo gol in nazionale nel Campionato mondiale femminile di calcio 2011, andando a segno contro la Corea del Nord il 28 giugno 2011. Nel 2008 alle Olimpiadi di Pechino si è aggiudicata la medaglia d'oro con la sua nazionale. Ha contribuito inoltre nella vittoria del terzo mondiale degli Stati Uniti, segnando il gol del momentaneo 3-0 contro il Giappone nella finale del Mondiale 2015.

## Palmarès

### Nazionale
- Campionato mondiale femminile di calcio: 1

2015

### Individuale
- U.S. Soccer Athlete of the Year: 1

Miglior giovane: 2007
- Capocannoniere (Golden Boot) della National Women's Soccer League: 1

2013 (12 reti)